# Ron Harris
Ronald Edward "Ron" Harris (sinh 13 tháng 12 năm 1944, Hackney, Luân Đôn, Anh, được biết đến với biệt danh "Chopper", là một cựu cầu thủ bóng đá người Anh thi đấu cho Chelsea trong những năm 1960 và 1970. Harris được biết đến là một trong những hậu vệ mạnh mẽ nhất trong thế hệ của mình - bên cạnh các cầu thủ khác như Tommy Smith và Norman Hunter - đó cũng chính là nguồn gốc biệt danh của ông. Anh trai ông Allan Harris cũng là một cầu thủ chuyên nghiệp từng thi đấu cùng nhau tại Chelsea giữa những năm 1960.

## Chelsea
Harris là thành viên của đội Chelsea giành chức vô địch FA Youth Cup năm 1961 và có màn ra mắt đôi một vào tháng 2 năm 1962 trong chiến thắng 1-0 trước Sheffield Wednesday. Chỉ trong một năm ông đã trở thành cái tên quen thuộc trong đội bóng, vị trí mà ông đã giữ trong 18 năm tiếp theo. Ông là một phần quan trọng của huấn luyện viên mới Tommy Docherty trong việc xây dựng lại đội bóng từ tuyến trẻ sau khi câu lạc bộ xuống hạng từ First Division cùng với những người như Peter Bonetti, Peter Osgood và Bobby Tambling.
Khi câu lạc bộ trở lại với hạng đấu cao nhất, Harris càng củng cố danh tiếng và tài năng - một hậu vệ mạnh mẽ. Danh hiệu đầu tiên của ông cùng Chelsea là League Cup sau chiến thắng trước Leicester City năm 1965. Cũng trong mùa giải đó, Chelsea tranh chấp danh hiệu hầu hất cả mùa giải nhưng cuối cùng chỉ kết thúc ở vị trí thứ ba khi chỉ thắng có một trong năm trận đấu cuối. Ông trở thành đội trưởng câu lạc bộ năm sau đó khi Terry Venables chuyển tới Tottenham Hotspur và tới năm 1967 trở thành đội trưởng trẻ nhất của một đội góp mặt tại Chung kết FA Cup 1967, nhưng lại để thua 2-1 trước Tottenham. Chelsea, dưới sự chỉ đạo của Harris, lọt vào chung kết FA Cup ba năm sau đó, lần này là gặp Leeds United - một đội bóng hàng đầu của bóng đá Anh thời điểm đó. Trận chung kết FA Cup 1970 cho thấy Harris là một thủ lĩnh tinh thần và là một người hậu vệ kiên cường. Chelsea giành chức vô địch sau chiến thắng 2-1 trong trận đá lại khi trước đó hòa 2-2 trong trận đấu đầu tiên
Mùa giải sau đó Harris giành danh hiệu lớn của châu Âu đầu tiên cho Chelsea - UEFA Cup Winners' Cup - trong một trận đá lại khác với Real Madrid ở Athens. Chelsea cũng lọt tới League Cup lần hai 1972, nhưng bất ngờ để thua trước Stoke trong trận chung kết lớn cuối cùng của ông ở câu lạc bộ

## Chuyển đi
Trong khi nhiều cầu thủ ngôi sao rời Chelsea những năm 1970 vì nhiều lý do khác nhau, Harris vẫn luôn hiện diện cùng đội bóng trong suốt một thập kỷ hai lần xuống hạng và một lần lên hạng, dù cho ông đã để mất chiếc băng đội trưởng vào tay cầu thủ 18 tuổi Ray Wilkins. Ông cuối cùng cũng rời Chelsea năm 1980 để trở thành cầu thủ kiêm huấn luyện viên ở Brentford, thi đấu số trận kỷ lục 795 trận cho Chelsea. Sau đó, ông đã có một thời gian ngắn làm cầu thủ kiêm huấn luyện viên của Aldershot.

## Sau khi giải nghệ
Ông hiện là một chuyên gia bóng đá (đặc biệt là về Chelsea), gần đây ông cho ra đời cuốn tự truyện, Chopper: A Chelsea Legend. Một phòng ở Stamford Bridge mang tên ông, đó là một vinh dự ở câu lạc bộ.
Ngày 13 tháng 11 năm 2007, ông tham gia loạt CD tự truyện phiên bản giới hạn 60 minutes with..., khi ông được phỏng vấn bởi David Knight. Harris đã nói chi tiết về sự nghiệp của mình.
Từ 1 tháng 4 năm 2009 tới 1 tháng 4 năm 2010, Harris thiết lập kỷ lục thế giới bằng việc ký nhiều nhất trong mười hai tháng. Nó được hoàn thành thông qua một tour toàn Vương quốc Anh và thông qua việc bán ảnh chữ ký trực tuyến.
Ngày 19 tháng 5 năm 2011, ông nhận "Giải cống hiến đặc biệt" trong lễ trao giải thường niên của Chelsea.
Harris cũng là hướng dẫn viên của Legends Tours trên sân Stamford Bridge. Là ông chủ của Câu lạc bộ bóng đá Aylesford ở Kent, một đội bóng có đầu đủ các tuyến từ U7 tới đội một nam và nữ.
Ron sở hữu một nhà lưu động ở Bournemouth.

## Thống kê sự nghiệp
| Mùa giải     | Câu lạc bộ   | Hạng đấu        | League | League | FA Cup | FA Cup | League Cup | League Cup | châu Âu | châu Âu | Tổng | Tổng |
| Mùa giải     | Câu lạc bộ   | Hạng đấu        | Trận   | Bàn    | Trận   | Bàn    | Trận       | Bàn        | Trận    | Bàn     | Trận | Bàn  |
| ------------ | ------------ | --------------- | ------ | ------ | ------ | ------ | ---------- | ---------- | ------- | ------- | ---- | ---- |
| 1961–62      | Chelsea      | First Division  | 3      | 0      | 0      | 0      | 0          | 0          | 0       | 0       | 3    | 0    |
| 1962–63      | Chelsea      | Second Division | 7      | 0      | 0      | 0      | 0          | 0          | 0       | 0       | 7    | 0    |
| 1963–64      | Chelsea      | First Division  | 41     | 2      | 3      | 0      | 1          | 0          | 0       | 0       | 45   | 2    |
| 1964–65      | Chelsea      | First Division  | 42     | 2      | 5      | 0      | 6          | 0          | 0       | 0       | 53   | 2    |
| 1965–66      | Chelsea      | First Division  | 36     | 2      | 6      | 0      | 0          | 0          | 10      | 0       | 52   | 2    |
| 1966–67      | Chelsea      | First Division  | 42     | 0      | 7      | 0      | 3          | 0          | 0       | 0       | 52   | 0    |
| 1967–68      | Chelsea      | First Division  | 40     | 0      | 5      | 0      | 1          | 0          | 0       | 0       | 46   | 0    |
| 1968–69      | Chelsea      | First Division  | 40     | 0      | 5      | 0      | 3          | 0          | 4       | 0       | 52   | 0    |
| 1969–70      | Chelsea      | First Division  | 30     | 0      | 8      | 0      | 3          | 0          | 0       | 0       | 41   | 0    |
| 1970–71      | Chelsea      | First Division  | 38     | 1      | 3      | 0      | 4          | 0          | 9       | 0       | 55   | 1    |
| 1971–72      | Chelsea      | First Division  | 41     | 0      | 3      | 0      | 9          | 0          | 4       | 1       | 57   | 1    |
| 1972–73      | Chelsea      | First Division  | 42     | 1      | 3      | 0      | 7          | 0          | 0       | 0       | 52   | 1    |
| 1973–74      | Chelsea      | First Division  | 36     | 2      | 2      | 0      | 1          | 0          | 0       | 0       | 39   | 2    |
| 1974–75      | Chelsea      | First Division  | 42     | 0      | 2      | 0      | 4          | 0          | 0       | 0       | 48   | 0    |
| 1975–76      | Chelsea      | Second Division | 40     | 0      | 4      | 0      | 1          | 0          | 0       | 0       | 45   | 0    |
| 1976–77      | Chelsea      | Second Division | 19     | 0      | 2      | 0      | 1          | 0          | 0       | 0       | 22   | 0    |
| 1977–78      | Chelsea      | First Division  | 37     | 1      | 4      | 0      | 1          | 0          | 0       | 0       | 42   | 1    |
| 1978–79      | Chelsea      | First Division  | 40     | 0      | 1      | 0      | 1          | 0          | 0       | 0       | 42   | 0    |
| 1979–80      | Chelsea      | Second Division | 39     | 2      | 1      | 0      | 2          | 0          | 0       | 0       | 42   | 2    |
| Tổng Chelsea | Tổng Chelsea | Tổng Chelsea    | 655    | 13     | 64     | 0      | 48         | 0          | 27      | 1       | 795  | 14   |

Bao gồm 1 trận tại Charity Shield mùa 1970–71.

## Danh hiệu
Chelsea
- European Cup Winners' Cup
  - Vô địch: 1970–71
- FA Cup
  - Vô địch: 1969–70
  - Á quân: 1966–67
- Football League Cup
  - Vô địch: 1964–65
  - Á quân: 1971–72
- FA Charity Shield
  - Á quân 1970
- Football League Second Division
  - Á quân: 1962–63, 1976–77
- FA Youth Cup
  - Vô địch: 1960–61

 Brentford
- Milk Cup: Vòng 4 1982–83 (thành tích tốt nhất của Brentford)

## Cá nhân
- Thi đấu nhiều trận nhất cho Chelsea tại giải quốc gia - 657
- Thi đấu nhiều trận nhất cho Chelsea tại FA Cup - 64
- Thi đấu nhiều trận nhất cho Chelsea - 795
- Giải thưởng cống hiến đặc biệt 2010-2011